# Парламентские выборы в Чехии (1998)
Парламентские выборы в Чехии 1998 года проходили 19 и 20 июня. На выборах избирались все 200 депутатов в Палате депутатов Чехии. Выборы проходили по пропорциональной системе. Явка избирателей на выборах составила 74,03 %.

## Результаты
|                                                                  |                     |      |         |
| Партия                                                           | Голосов             | Мест | Δ       |
| Чешская социал-демократическая партия                            | 1 928 660 (32,31 %) | 74   | ▲ 6     |
| Гражданская демократическая партия                               | 1 656 011 (27,74 %) | 63   | ▼ 5     |
| Коммунистическая партия Чехии и Моравии                          | 658 550 (11,03 %)   | 24   | ▲ 2     |
| Христианско-демократический союз — Чехословацкая народная партия | 537 013 (9,00 %)    | 20   | ▲ 2     |
| Союз свободы                                                     | 513 596 (8,60 %)    | 19   | Впервые |

## Последствия
После выборов, проводились переговоры о возможных правительственных коалициях. Первая коалиция — правительство ČSSD, KDU-ČSL и Союза свободы (113 мандатов из 200), причём Милош Земан предлагал лидеру христианских демократов, самому стать председателем нового кабинета. Однако, переговоры не привели к соглашению из-за того, что Союз свободы не желал вступать в коалицию с социал-демократами. Вторая коалиция — правительство ODS, KDU-ČSL и Союза свободы (102 мандатов из 200), однако Вацлав Клаус не желал вести переговоры и вступать в коалицию с «предателями».
По результату переговоров между Милошом Земаном и Вацлавом Клаусом было достигнуто соглашение, по которому, ČSSD сформировала правительство меньшинства, которое также опиралось на голоса депутатов ODS. Данное соглашение официально называлось — «Договор о создании стабильной политической обстановки в Чешской Республике заключенный между Чешской социал-демократической партией и Гражданской демократической партией» (чеш. Smlouva o vytvoření stabilního politického prostředí v České republice uzavřená mezi Českou stranou sociálně demokratickou a Občanskou demokratickou stranou), в чешском обществе больше известное как Оппозиционный договор. Новым премьер-министром стал Милош Земан.